# Moussa al-Kazim
Mûsâ al-Kâzim (abū ibrāhīm musā ben Ja`far al-kāẓim, أبو إبراهيم موسى بن جعفر الكاظم) (kāẓim, كاظم : triste, silencieux) est né le 8 novembre 745 et mort le 31 août 799. Il devient le septième imâm chiite (contesté par les Ismaéliens) en succédant à son père Ja'far as-Sâdiq en 765.

## Biographie
Il est né le dimanche 7 Safar de l'an 128 A.H., à Abwa, un lieu situé entre La Mecque et Médine. Son père est l'imam Ja'far al-Sâdiq , le sixième imam des chiites, et sa mère Bibi Hamida. Il est surnommé « Kazim » car il a bien contrôlé sa colère, et avait la patience et la tolérance contre les ennemis. Il est réputé comme étant très intelligent, gentil et gracieux. L'imam avait une belle voix en récitant le Coran. On rapporte qu’il restait quatre heures debout pour accomplir des actes cultuels. Il pleurait souvent par amour d'Allah. 

### Imamat
En décembre 765, il devient imam à l'âge de vingt ans, après la mort de son père, et le demeure pendant 34 ans (de Shawal 148 AH à Rajab 183 AH). En prison, Musa al-Kazim prie tout le temps. Il est si gentil, calme et dévot qu'il a pu influencer les geôliers, les rendant croyants.

### Les schismes
L'un des sujets importants de l'imamat de Musa al-kazim est l'apparition de schismes comme l'ismaélisme, les Mubarakia, ou les Navoussia.
Le pouvoir abbasside voulait savoir qui serait le successeur de Ja`far as-Sadiq. Cet héritier désigné était Ismaïl, ce qui l'obligeait à se protéger, tandis que son frère Mûsâ pouvait vivre de manière plus publique à Médine. La disparition d'Ismaël (qui se serait occulté selon les ismaéliens) avant son père rendit cette succession encore plus confuse. À la mort de Ja`far as-Sadiq, pour la majorité, Mûsâ est devenu l'héritier, mais certains pensaient que la succession revenait aux enfants d'Ismaël, ce qui créa les ismaéliens. Cette branche ne reconnaît pas l'imam al-Kazim.

### Mort
Le vendredi 25 Rajab de l'an 183 A.H., Musa al-Kazim, alors âgé de 55 ans, est empoisonné dans sa prison à Bagdad, sur ordre de Hâroun ar-Rachîd. Il meurt alors qu'il est en prosternation. Ses funérailles sont conduites par son fils Ali Rida. Il est inhumé à Kazimiya au sud de Bagdad où se trouve son mausolée aujourd'hui.